# Dreidärrischenhöhle
Dreidärrischen-Höhle är en grotta i Österrike. Den ligger i distriktet Mödling och förbundslandet Niederösterreich, i den östra delen av landet.
Den högsta punkten i närheten är Vierjochkogel, 650 meter över havet, norr om Dreidärrischenhöhle. Runt Dreidärrischenhöhle är det ganska tätbefolkat, med 172 invånare per kvadratkilometer. Närmaste större samhälle är Wien, 19,8 km norr om Dreidärrischenhöhle.